# Освіта в Коломиї

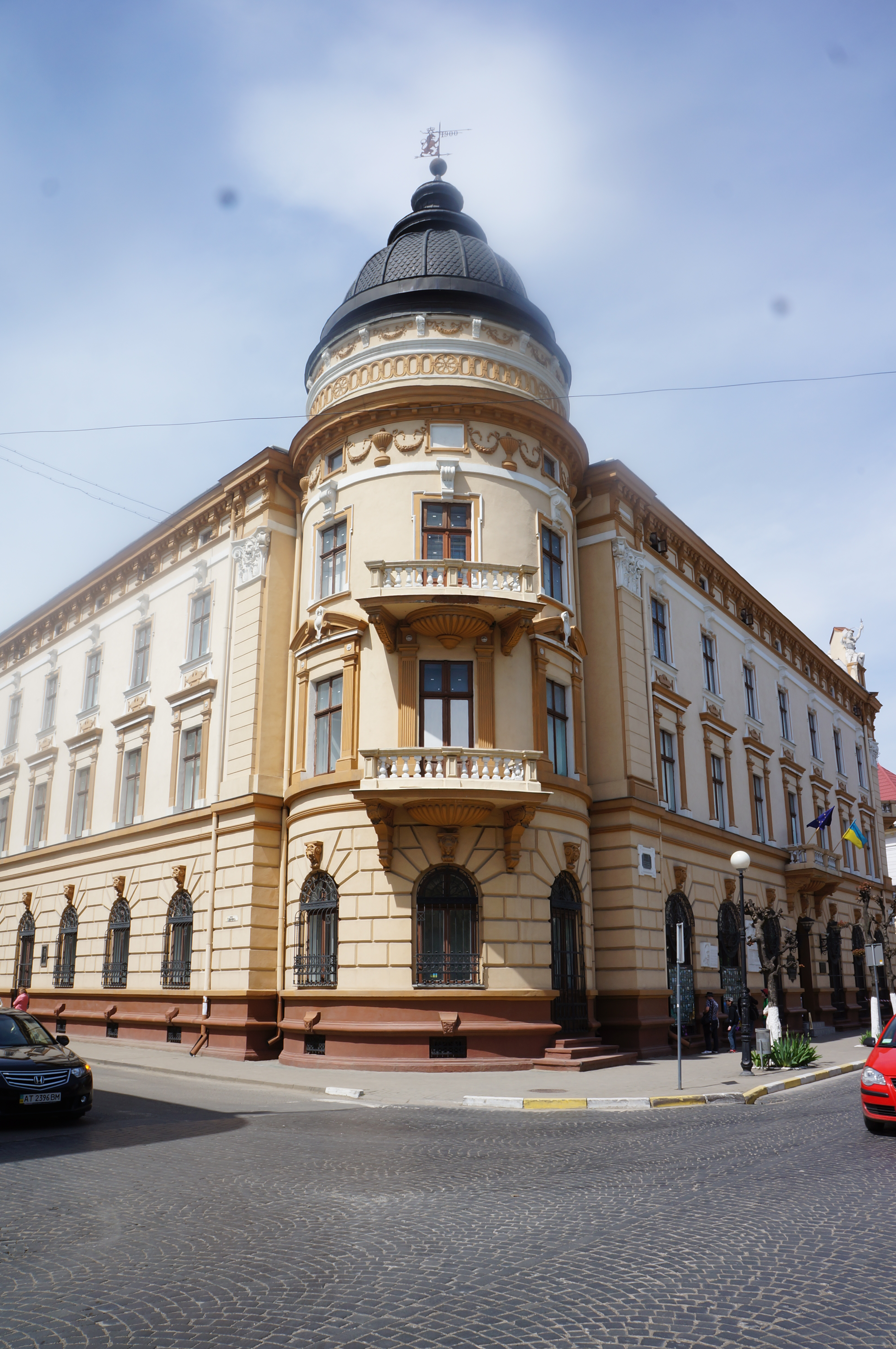
Народний дім

У XIX — на початку XX ст. Коломия досягла високого рівня розвитку культури. У місті над Прутом жили і творили відомі просвітителі — Микола Верещинський, Іван Озаркевич, Михайло та Теодор Білоуси, Йосафат Кобринський, розвивалася освіта, діяли гімназії, промислові школи, працювали друкарні, розвивалося письменство, образотворче мистецтво, виник перший театр, був побудований Народний дім. Загало́м  культура в Коломиї XIX — початку XXI ст. збагачувала і продовжує збагачувати національну духовність України від Пруту до Дніпра.

## Історія

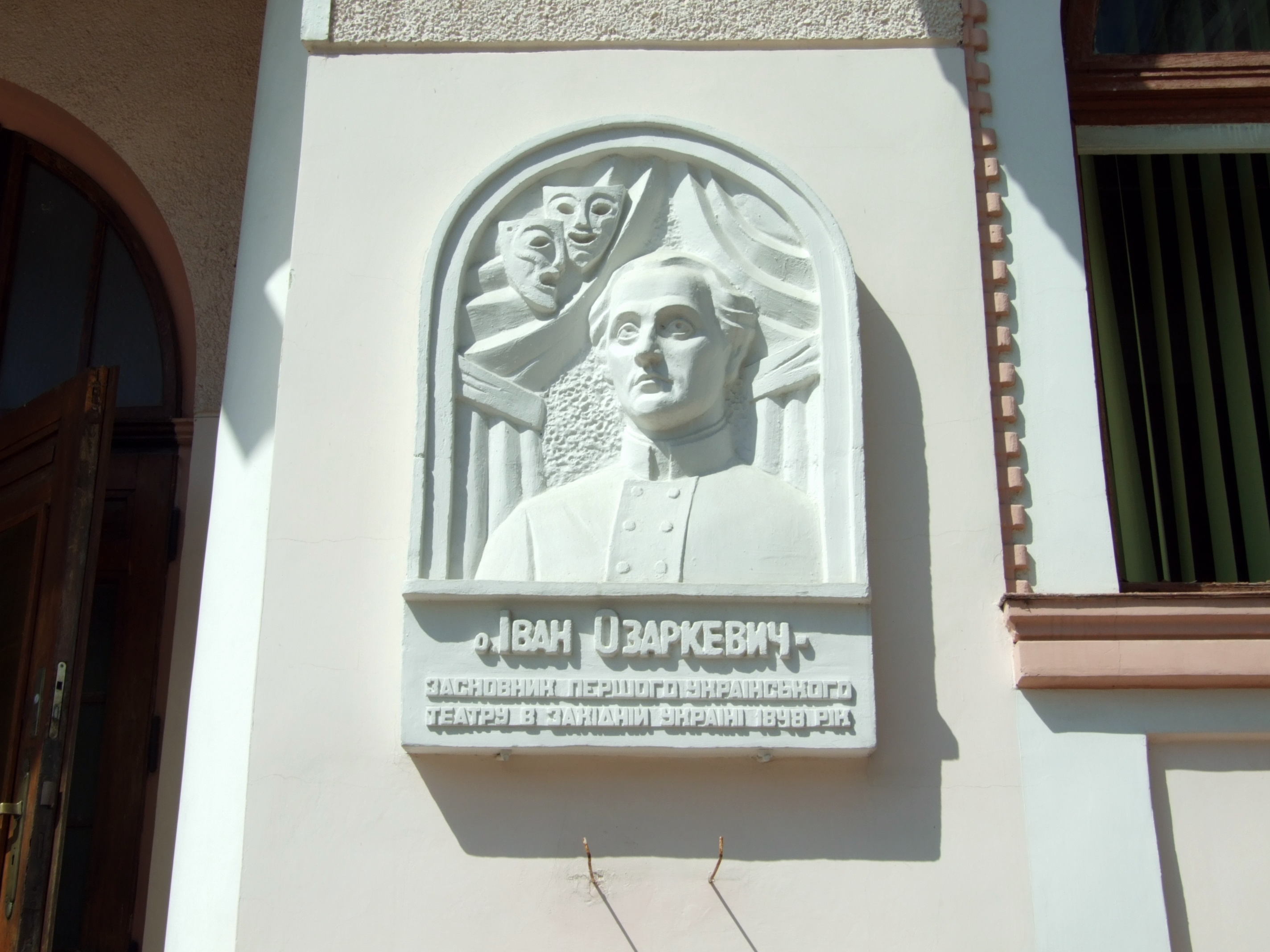
Пам'ятна дошка Івана Озаркевича у Коломиї

Про коломийські школи мало відомо з попередніх століть. Перша офіційна згадка про існування в Коломиї школи належить до 1778 року, коли тут заснували початкову німецько–єврейську школу. З перепису 1787 року відомо, що в Коломиї існували школи при римсько-католицькому костелі (де-факто — польському) та синагозі.
Тільки з початком XIX ст. з урядових і церковних шематизмів Станиславівської греко-католицької єпархії довідуємося про перші засновані урядом українські школи. У 1811 році в Коломиї засновано головну окружну школу[джерело?] (нім. Kreishauptschule), в якій у 1818 році 6 вчителів навчали учнів у шістьо́х класах.
На 1877 рік у місті було дві головні школи. Одна з них діяла в нижній частині гімназійного будинку, у ній навчалось 275 учнів; друга школа заснована в 1875 році, мала 186 учнів і базувалася в приватному будинку.
Крім названих чоловічих шкіл, які були в середмісті, функціонували жіноча головна школа, в якій у 1876 році навчалося 398 дівчат. Вона утримувалася на субсидію міста, сейму та шкільного місцевого відділу. Навчання було платне. В цій школі протягом року отримувало освіту 50 учениць.
На Надвірнянському і Кутському передмістях, а також німецьких колоніях Баґінсберґ, Славці і Маріягільф існували в 70-х роках тривіальні школи, де діти вчилися трьом речам: писати, читати і рахувати, від чого і пішла назва лат. trivium.
Школа в Надвірнянському передмісті налічувала 43 учні, з них 36 хлопців і 7 дівчат, на Кутському передмісті — 64 учні (44 хлопці і 20 дівчат), на Баґінсберґу — 112 учнів (62 хлопці і 50 дівчат), Славцях — 40 учнів (21 хлопець і 19 дівчат), Маріягільфі — 75 учнів (49 хлопців і 26 дівчат). На утримання цих трьох шкіл нормальних і двох перших тривіальних місто давало річно крім будинків і оплати, понад 6700 золотих ринських із краєвого шкільного фонду.
Через 15 років шкільна мережа в Коломиї значно розширилася. За даними шематизму, у 1890 році у місті діяла вища гімназія, в різних частинах міста працювало вже шість народних шкіл. Перша, 4-класова станова систематична, тобто стала, школа для хлопців продовжувала діяти в середмісті з 1813 року, коли вона була заснована за урядовим патентом; друга систематична мішана працювала з 1875 року. Крім цих функціонувала ще 6-класова доповнююча школа, заснована у 1885 році.
Дві подібні класові станові систематичні школи продовжували працювати за урядовою постановою 1867 року. Подібна мережа коломийських народних шкіл залишалася до перших років XX століття. Проте із збільшенням міського населення зростала потреба в нових народних школах. Це видно із шематизмів за 1893, 1895, 1896, 1897, 1898, 1900, 1902, 1903 роки. Для наочності наводимо дані шематизму за 1906 рік. Так, на 16464 душі населення (6320 — поляків і німців, 1475 — українців та 8669 жидів) в Коломиї діяло вже 15 народних шкіл. Це польсько-австрійська державна гімназія, українська гімназія, школа дерев'яного промислу, гончарна школа, 9-класна жіноча школа, дві 7-річні школи для хлопців, чотири 4-класові чоловічі школи, чотири 4-класові мішані школи, шевська школа, школа товариства «Praca Kobiet», 4-класова жіноча школа, жіночий ліцей, приватна жіноча школа сестер-уршулянок. Сюди не входять школи приміських сіл Дятківці та Шепарівці. Навчання в цих школах велося в основному німецькою та польською мовами, за винятком української гімназії та 4-класової школи імені Шевченка.
25 травня 1818 року в коломийських школах запровадили вивчення релігії українською мовою.
Найвагомішою подією 1860-х років у краї стало відкриття в 1861 році в Коломиї чотирикласної гімназії з німецькою мовою навчання. У ній лише українську граматику та релігію викладали рідною мовою. Пізніше, у 1867 році місцевим полякам вдалося домогтися переходу гімназії на польську мову навчання. Згідно із даними щорічних звітів, учнями гімназії були, переважно, поляки, українці та євреї, а деколи — вірмени. Відвідування навчального закладу було дуже погане. Багатьох учнів батьки не пускали вчитися, а деякі школярі самі цього не хотіли. Та й місцева влада не зобов'язувала батьків посилати дітей на навчання. Це спричинило кризу в гімназії, яку вона пережила в середині 1880–х років.
Так, за даними Крайової шкільної ради, у Коломийському шкільному окрузі тільки один з 1329 учнів відвідував гімназію. Нерідко учні–українці були дуже бідні: відомий факт, коли в 1871 році до гімназії записалося троє українців в сірачках, ходачках і з торбиною на плечах.
Зростання числа учнів-українців і сприятлива для українців політика «нової ери» в 1890–х роках поставили питання про відкриття окремої української гімназії у Коломиї. Відкриття наразі лише паралельних класів з «руською мовою навчання» (в межах державної польської гімназії) відбулося 21 вересня 1892 року. Перші два роки українські класи були під керівництвом дирекції польської гімназії. 4 вересня 1894 року управителем цих класів призначили вчителя класичних мов Станиславівської цісарсько-королівської гімназії Софрона Недільського, гербу Прус (1857—1917).
У березні 1900 році українські паралельні класи були відділені від польської гімназії і створився самостійний навчальний заклад — «Цісарсько-королівська (ц. к.) гімназія з руським викладовим язиком у Коломиї». Її урочисте відкриття відбулося 3 вересня 1900 року. Звертаючись того дня до шкільної молоді, крайовий шкільний інспектор і візитатор Іван Левицький «заохочував єї до щирої і совістної праці коло присвоювання собі розширювання правдивого знання і завзивав, щоби пам'ятала о сім, які обов'язки єї чекають в будучім житю, коли стане в ряді робітників-горожан сеї землі, а при сім старала ся все в згоді жити і працювати з членами другої народности краю».
У 1900—1901 н. р. тут вже навчалося 389 учнів, у тому числі — 31 з Коломиї. Відтоді Коломийська українська гімназія стала справжнім центром національно–культурного та науково-просвітницького життя краю й однією з найкращих у Галичині. У різні роки тут працювали педагоги, відомі українські громадсько-культурні діячі, вчені, письменники: Дмитро Николишин, Павлусевич Володимир, Микола Матіїв-Мельник, Ярослав Гординський, Петро Франко, Орест Кузьма, Богдан Левицький, Роман Рубінґер, Григорій Тимощук, Никифор Даниш, Роман Шипайло, Олекса Ковбуз та багато інших.
Коломийська гімназія наприкінці ХІХ — першій половині XX ст. підготувала цілу плеяду відомих політичних і громадських діячів. Тут навчалися письменники Василь Стефаник, Марко Черемшина, Лесь Мартович, Василь Костащук, Юрій Шкрумеляк, Мирослав Ірчан, Олекса Гринюк, Іван Ткачук, Роман Іваничук, Дмитро Павличко, літературознавець Дмитро Рудик, філолог-ґерманіст Богдан Задорожний, фізик Василь Міліянчук, композитор Ярослав Барнич, співак Михайло Голинський, громадсько-політичні діячі Василь Іваницький, Лев Бачинський, Михайло Павлик, Василь Верига, доктор хімічних наук, професор Борис Гуцуляк.
За даними шематизмів, у 1906 році в Коломиї діяло 15 народних шкіл.
Розширювалася і мережа фахових шкіл. Коломийські москвофіли 1879 року заснували пасічнянську, кравецьку та городничу школи. На початок XX ст. у місті активно працювали: гончарна школа (відкрита 1875 року), школа деревного промислу (відкрита 1894 року), шевська школа (відкрита 1903 року), які мали статус крайових. Ці освітньо–професійні заклади готували фахівців різних спеціальностей для ремісничих підприємств і приватних майстерень. Однак національним за змістом і формою була коломийська фахова спілка «Науковий варстат Гуцульської промислової спілки» (1892—1894) — перша школа національної різьби в Україні, яка й стала передвісником школи деревного промислу.
За даними шематизму, в 1907 році в Коломиї на 27324 душі населення (8244 — поляки, 2330 — українців і 16750 — жидів) працювало 28 шкіл: дві державні — перша польська, друга українська гімназії, один 6-класовий жіночий ліцей, приватна жіноча учительська семінарія, державна школа дерев'яного промислу, краєва гончарська і шевська школи, дві краєві гендлярські школи (гендлівки), 9-класна жіноча школа імені королеви Ядвіги і 7-класна школа ім. Франца Иосифа, 9-класна чоловіча школа ім. Миколи Коперника, 7-класна школа Пирошовича[джерело?], дві 4-класні чоловічі школи ім. Яховича і Францішка Карпінського, три 4-класні жіночі школи ім. Генрика Сенкевича, Гофманова й Адама Міцкевича, чотири чотирикласні мішані школи св. Миколая, св. Володимира та Тадеуша Костюшка, одна 4-класна жіноча школа сестер-урсулянок, одна 2-класна мішана школа в Шепарівцях, одна 1-класова мішана школа в Дятківцях з українською мовою навчання, одна 4-класна мішана школа на передмістях Маріягільф, Баґінсберґ та одна мішана школа на передмістях Розенгек і Флеберг з німецькою мовою навчання. Продовжувала існувати жіноча школа товариства «Praca Kobiet».
У цей період, українське шкільництво складали:
- школа імени княгині Ольги (1910—1937 рр.),
- школа імени Тараса Шевченка (1900—1944 рр.),
- школа імени святого Володимира (1873—1939 рр.) на Надвірнянському передмісті,
- школа святого Миколая (1873—1939, 1941—1944 рр.) на Кутському передмісті,
- приватна жіноча учительська семінарія імени святої Броніслави (відкрита в 1907 р.).

Встановлення радянської влади принесло певні позитивні зміни: чималий поступ відбувся в галузі українізації шкільної освіти, у 1935 році з 23 середніх і початкових шкіл Коломиї було лише 4 українські, а в 1940 році у місті працювало 15 українських, 1 польська, 1 єврейська школи. Приблизно така ж ситуація склалася і в повіті: 118 польських, 5 німецьких, 4 українських і 3 єврейські школи у серпні 1939 і 118 українських, 19 польських і 8 єврейських у 1940 році. Але всі позитивні нововведення були нівельовані жорстокими репресіями, які влада розпочала буквально з перших днів перебування в місті. Це був планомірний і широкомасштабний наступ на українське національно-патріотичне, культурно-освітнє, громадсько-політичне і релігійне життя. Заарештовано, а згодом засуджено або знищено передових українців міста і району, а їх родини вивезено до Сибіру. Таких же переслідувань зазнали і представники польської, німецької та єврейської меншин.